# 김가은 (배드민턴 선수)
김가은(金佳恩, 1998년 2월 7일~)은 대한민국의 배드민턴 선수이다. 2014년 하계 청소년 올림픽에 대한민국 국가대표로 참가하였으며, 2016년부터 대한민국 성인 국가대표로 활동하고 있다.